# Villasis
Villasis è una municipalità di seconda classe delle Filippine, situata nella Provincia di Pangasinan, nella regione di Ilocos.
Villasis è formata da 21 baranggay:
- Amamperez
- Bacag
- Barangobong
- Barraca
- Capulaan
- Caramutan
- La Paz
- Labit
- Lipay
- Lomboy
- Piaz (Plaza)
- Puelay
- San Blas
- San Nicolas
- Tombod
- Unzad
- Zone I (Pob.)
- Zone II (Pob.)
- Zone III (Pob.)
- Zone IV (Pob.)
- Zone V (Pob.)